# ألان بردون
ألان بردون هو سياسي أسترالي، ولد في 11 ديسمبر 1914، وتوفي في 18 يونيو 2001. نشط حزبياً في حزب العمال الأسترالي (فرع جنوب أستراليا) ‏. وقد انتخب عضو المجلس النيابي لجنوب أستراليا ‏ عن دائرة Electoral district of Mount Gambier ‏ وقد انضم خلال فترته النيابية (15 ديسمبر 1962 – 11 يوليو 1975) للكتلة البرلمانية حزب العمال الأسترالي (فرع جنوب أستراليا) ‏.